# Provincia de Pichincha
Pichincha es una de las veinticuatro provincias que conforman la República del Ecuador, situada en el centro norte del país, en la zona geográfica conocida como región interandina o sierra, principalmente sobre la hoya de Guayllabamba en el este y ramificaciones subandinas en el noroccidente. Su capital administrativa es la ciudad de Quito, la cual además es su urbe más poblada y la capital del país. Es también el principal centro comercial del país. Ocupa un territorio de unos 9535,91 km², siendo la undécima provincia del país por extensión. Limita al norte con Imbabura, al sur con Cotopaxi, por el occidente con Santo Domingo de los Tsáchilas, al noroccidente con Esmeraldas, al noreste con Sucumbíos y al este con Napo......
En el territorio pichinchano, habitan 3 293 898 personas, siendo la segunda provincia más poblada del país después de Guayas. La provincia de Pichincha está constituida por ocho cantones, con sus respectivas parroquias urbanas y rurales. Según el último ordenamiento territorial, la provincia de Pichincha pertenecerá a una región 2 comprendida por las provincias de Napo y Orellana, denominada Región Centro Norte, con excepción del Distrito Metropolitano de Quito.
Es el mayor centro administrativo, económico, financiero y comercial del Ecuador, pues es sede de casi todos los organismos gubernamentales, bancos y sesenta de las cien empresas más grandes del país.
La provincia adquiere su nombre del estratovolcán activo homónimo, ubicado al centro norte de esta. 
Los primeros asentamientos registrados datan de diez mil años de antigüedad cerca del sector del Inga. Tuvo distintos períodos migratorios provenientes de la serranía como la cayambis, quitus, yumbos y de la región costa como los caras. Más adelante, fue conquistada por los incas al mando de Huayna Cápac. La colonización española se dio el 6 de diciembre de 1534 con la fundación de la ciudad de Quito. Durante ese período, la entidad máxima y precursora de la provincia sería el corregimiento de Quito. Después de la guerra independentista y la anexión de Ecuador a la Gran Colombia, se crea Pichincha el 25 de junio de 1824, lo que la hace una de las 7 primeras provincias del Ecuador. Esta provincia es el corolario de la subdivisión del extinto departamento de Ecuador.

## Historia
El Inga, que debe su nombre a una hacienda y a un río situado al noroeste del volcán Ilaló, al sureste de Quito, donde se descubrieron abundantes vestigios de talla obsidiana y basalto que fueron la razón de intensas investigaciones arqueológicas. El Inga ha presentado muchos problemas para su estudio y en la actualidad aún no ha sido posible determinar como fue su organización social, pues debido a las condiciones climatológicas del lugar no se han podido encontrar restos óseos de sus primitivos habitantes. Después alrededor del 4200 antes de Cristo aparece la cultura de la Chimba, este es el sitio cerámico más temprano de los Andes septentrionales, al norte de Quito, y es representativa del Período Formativo en su última etapa. Sus habitantes establecieron contacto con varios pueblos de la costa y de la sierra, manteniendo íntima cercanía con la cultura Cotocollao, localizada en la meseta de Quito y sus valles aledaños. La cultura de Cotocollao también floreció en estas épocas.
Más tarde aparecen los Caranquis, vivieron en el norte de Pichincha y en el sur de Imbabura, ellos fueron una de las culturas más interesantes del Ecuador, hicieron grandes centros ceremoniales que estaban conformados por pirámides escalonadas y truncadas, cuya función sería ceremonial, astronómica y vivencial. Además de las pirámides hicieron tolas o montículos de tierra artificiales, que tuvieron funciones ceremoniales, vivenciales y funerarias. Finalmente cabe destacar que esta cultura tenía la tradición de deformarse el cráneo de una manera muy parecida a los egipcios. Unos ejemplos de estos sitios son: Zuleta, Cochasquí, Socapamba, Perugachi y Pinsaqui.
Los Yumbos al igual que los Caranquis tenían la costumbre de hacer tolas, aunque estos muchas veces las solían hacer con doble rampa en lados opuestos y de formas geométricas diferentes de los Caranquis. Sin embargo la importancia de esta cultura destaca en el sitio de Tulipe, en este gran centro ceremonial existen un conjunto de 7 piscinas hechas con piedra de las cuales se dice que servirían para la observación astronómica.
Los Quitus, fueron una cultura que se diferencia de sus vecinos del norte (Caranquis y Yumbos) porque estos solían enterrar a sus muertos en la tierra cavando profundos pozos circulares. En cuanto a la arquitectura, esta cultura utilizó la técnica del bahareque para sus construcciones, además sitios arqueológicos como Rumipamba muestran que utilizaban la piedra para edificar sitios ceremoniales.
Los Panzaleos no dejaron grandes vestigios arqueológicos, pero en cambio dejaron una profunda huella cultural en la cerámica, su trabajo en la alfarería fue tan famoso en el mundo andino ecuatoriano que sus piezas las podemos encontrar difundidas en lugares ceremoniales de las otras culturas de la sierra.
Después llegan los caras, de la costa y se asentaron en Quito mezclándose con los Quitus. Ellos eran gobernados por un Cacique Cara, el Cacique Caran XI, y el jefe de los purúhaes Condorazo, hicieron un pacto para unir sus dominios.
El yacimiento arqueológico de Rumipamba (1500 a. C. hasta 900 d. C.), una aldea y necrópolis ubicada en la parroquia homónima de la ciudad la cual fue abandonada en varias ocasiones debido a las erupciones de los volcanes Pululahua y Guagua Pichincha, es uno de los pocos vestigios remanentes que pertenecen a la cultura Quitu. Durante este período ( formativo) se da uno de los capítulos más interesantes -pero también uno de los más controversiales- de la historia de la urbe, El Reino de Quito, mencionado por el Padre jesuita Juan de Velasco en su «Historia del Reyno de Quito» publicada en el siglo XVIII.
En ella se habla de un Reino (palabra que se utilizaba en aquella época para definir al país de Quito por los españoles) conformado por las etnias Quitu y Caras, las cuales integraron un extenso territorio en la sierra central y norteña ecuatoriana. La historia fue negada aproximadamente un siglo atrás por el historiador Gonzales Suárez. Pese a las controversias, se sabe que una importante confederación como los Quitu, se asentaron en las laderas del Pichincha y habitaron la zona antes de la llegada de los incas.
La conquista Inca de esta región fue iniciada en el siglo XV por Túpac Inca Yupanqui, hijo de Pachacútec el fundador del imperio incaico. Su hijo, Huayna Cápac, fue el primer soberano nacido en el actual territorio ecuatoriano y el que estableció su residencia en tierras quiteñas en Tomebamba, la actual ciudad de Cuenca. Conquistaría el territorio de los Quitus mediante cruentas guerras libradas en los territorios caranquis (actualmente Pichincha e Imbabura) y su victoria definitiva la conseguiría luego de la masacre acaecida en la laguna de Yaguarcocha («lago de sangre», en quichua) en el año de 1532.

### Periodo hispánico (1534-1808)

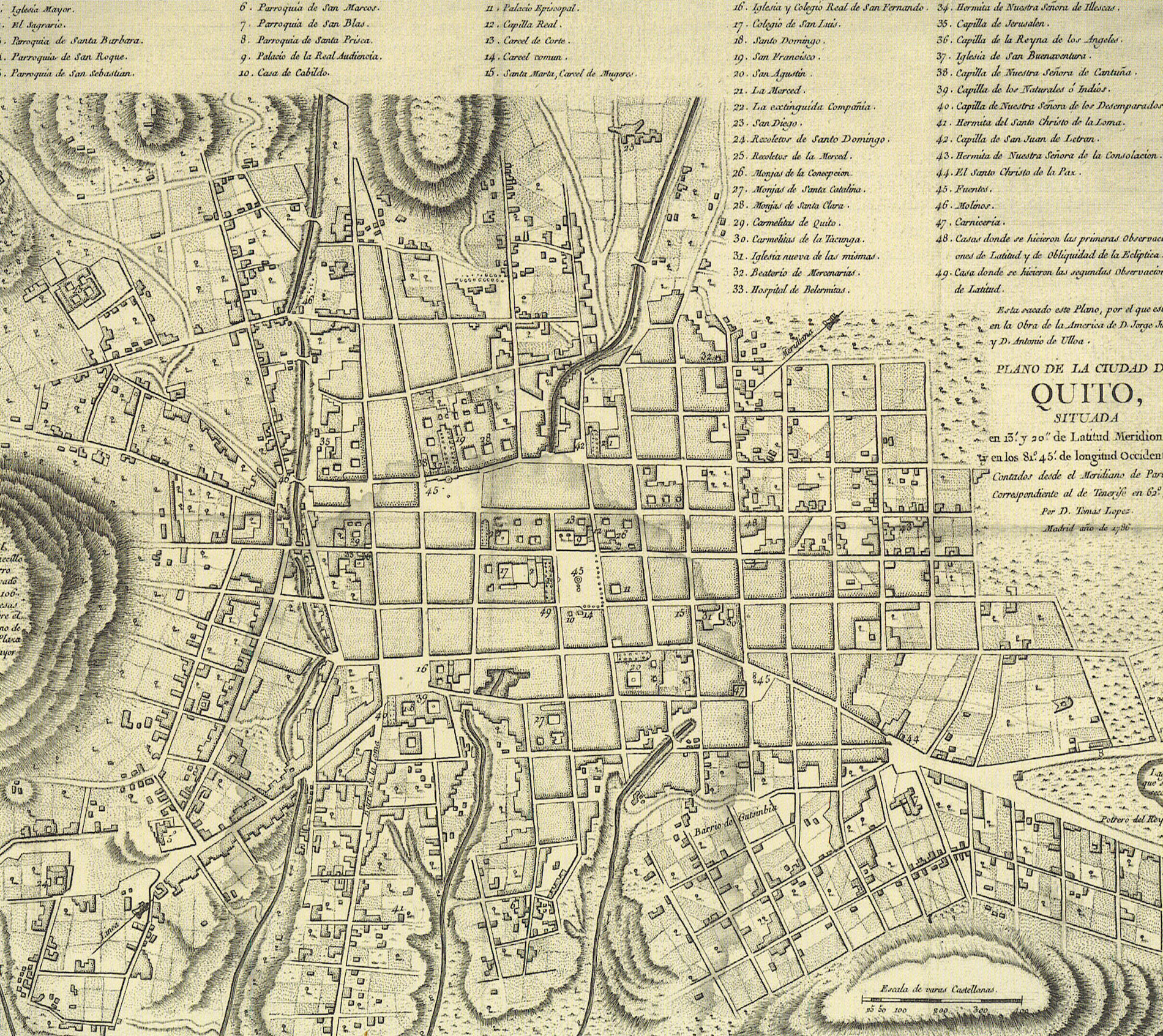
«Mapa de Quito de 1786», donde se muestra la ciudad de Quito a finales del siglo XVIII, ubicándose el sur en la parte izquierda.

Cuando llegaron los españoles al Tahuantinsuyo, el imperio inca estaba sumergido en una guerra civil provocada por la pugna de poder entre Atahualpa y su hermano Huáscar. El primero defendía su hegemonía desde Quito, el segundo desde Cuzco. Atahualpa y su ejército vencieron a Huáscar en las cercanías del río Apurimac y este le dio a elegir a Huáscar, vivir y que se quede con el imperio de Cuzco o morir. Huáscar indignado por la derrota aceptó la muerte. Pero en el año de 1533, luego de pacificar el imperio, Atahualpa aceptó una reunión con Francisco Pizarro, en la cual fue capturado y días después asesinado por órdenes del español.
La conquista de los Andes septentrionales fue motivada principalmente por el rumor de que en Quito se encontraba el tesoro de Atahualpa. Se formaron dos expediciones, la de Pedro de Alvarado, desde Guatemala, y la de Sebastián de Benalcázar procedente del sur. Fue este último el que consiguió llegar primero y quien, el 6 de diciembre de 1534, fundó la ciudad de San Francisco de Quito junto a las faldas orientales del volcán Pichincha. La ciudad se encontraba sobre cenizas, ya que días antes fue incendiada por el general Inca Rumiñahui con el objeto de que los españoles no encuentren nada a su llegada. En agosto, la villa había sido fundada por Diego de Almagro cerca de la ciudad de Riobamba con el nombre de Santiago de Quito.
La urbe fue establecida con aproximadamente doscientos habitantes. Inmediatamente se señalaron los límites, se estableció el cabildo, se repartieron solares y se delimitaron áreas comunales. La fundación de la ciudad en este sitio parece haber respondido más que nada a razones estratégicas. A pesar de su topografía accidentada, su ubicación en una meseta presentaba ventajas sobre los valles aledaños, más propicios para el desarrollo urbano. Este último factor fue también el que primó en la determinación del lugar por parte de los pueblos originarios. En el ámbito arquitectónico, empezaron a construirse los primeros monumentos de la villa, destacándose el inicio de la construcción de la iglesia de San Francisco, en 1536.
Aproximadamente, siete años después de la fundación de Quito, Francisco de Orellana partiendo desde esta ciudad junto a numerosos indígenas, en busca del país de la canela, descubrió el río Amazonas el 12 de febrero de 1542. Debido a este suceso histórico, se creó la célebre frase: "Es Gloria de Quito el Descubrimiento del Río Amazonas". El 8 de enero de 1545, el Papa Alessandro Farnese (Pablo III) fundó la Diócesis de San Francisco de Quito con la finalidad de mejorar el proceso de evangelización a los indígenas, el cual era difícil por la extensión del territorio.
Debido a los problemas de comunicación y transporte, así como también por la explosión demográfica, el cabildo de la ciudad solicitó al rey Felipe II la creación de la Audiencia y Presidencia de Quito. El 29 de agosto de 1563, él firmó la cédula real que dio nacimiento a esta. La jurisdicción estableció sus límites geográficos, los cuales abarcaban una superficie cinco veces mayor que la de la actual República del Ecuador.

En la Ciudad de San Francisco del Quito, en el Perú, resida otra nuestra Audiencia y Chancilleria Real, con un Presidente: quatro Oidores, que también sean Alcaldes de el Crimen: vn Fiscal: vn Alguazil mayor: vn Teniente de Gran Chanciller, y los demás Ministros y Oficiales necessarios: y tenga por distrito la Provincia de Quito, y por la Costa ázia la parte de la Ciudad de los Reyes, hasta el Puerto de Payta, exclusivé: y por la tierra adentro, hasta Piura, Caxamarca, Chachapoyas, Moyobamba y Motilones, exclusivé, incluyendo ázia la parte susodicha los Pueblos de Jaen, Valladolid, Loja, Zamora, Cuenca, la Zarça y Guayaquil, con todos los demás Pueblos, que estuvieren en sus comarcas, y se poblaren: y ázia la parte de los Pueblos de la Canela y Quixos, tenga los dichos Pueblos, con los demás, que se descubrieren: y por la Costa, ázia Panamá, hasta el Puerto de la Buenaventura, inclusive: y la tierra adentro á Pasto, Popayan, Cali, Buga, Chapanchica y Guarchicona: porque los demás lugares de la Governacion de Popayan, son de la Audiencia del Nuevo Reyno de Granada, con la qual, y con la Tierrafirme parte terminos por el Septentrion: y con la de los Reyes por el Mediodia, teniendo al Poniente la Mar del Sur, y al Levante Provincias aún no pacificas, ni descubiertas.

El virrey Pedro Mesía de la Cerda otorgó el título de presidente interino de Quito, con fecha de 17 de mayo de 1766, a Juan Antonio Zelaya y Vergara, que durante este período ejerció sus responsabilidades en calidad de duque de Quito como comandante general militar y político de dicha provincia.
Enriquecida por la explotación minera y la producción textil, pudo construir templos barrocos y mudéjares adaptados con originalidad al ambiente local y los ornamentó con gran profusión de pinturas y tallas, de innegable valor didáctico religioso. Fue la época de la afamada Escuela Quiteña, obra del mestizaje indio y español.
Los geodésicos franceses del sistema decimal introdujeron en Quito el espíritu racionalista moderno y usaron la magnífica biblioteca de la Universidad Jesuita de San Gregorio. Quito alimentó la extraordinaria empresa de las misiones de Jaén y Mainas. En Quito nació y vivió Mariana de Jesús, santa y patriota. De esta ciudad salió el más ilustre de los precursores de la independencia hispanoamericana, el mestizo Xavier Chusig quien cambió su nombre a Eugenio de Santa Cruz y Espejo para evitar la discriminación. Espejo fue el fundador del primer periódico de Quito. También hay otras historias como la de Manuela Sáenz, la primera mujer enrolada al ejército bolivariano quien se convirtió en la fiel compañera y novia del libertador Simón Bolívar.

### Independencia (1808-1822)

Bandera de la Primera Junta de Gobierno Autónoma de Quito

Algunos de los sucesos internacionales como la Declaración de Independencia de los Estados Unidos en 1776 de Gran Bretaña y la Revolución francesa de 1789, sirvieron de ejemplo a los criollos al mostrarles que un sistema de gobierno autónomo o incluso independiente era posible. Las influencias de varios acontecimientos locales tales como la visita de los geodésicos franceses quienes impulsaron las ideas de la ilustración en la urbe, el alto índice de empobrecimiento de la Audiencia y los crecientes sentimientos nacionalistas, estimulados por el interés de los criollos de todo el continente por obtener el poder, fueron también algunas de las causas principales, que motivaron el inicio del proceso revolucionario que dio fin al colonialismo español en la ciudad.
Durante la cena de Navidad, el 25 de diciembre de 1808 en la hacienda Chillo Compañía, propiedad de Juan Pío Montúfar y Larrea II Marqués de Selva Alegre, se celebró una reunión conocida como «La conspiración de Chillo» o «La Conjura Navideña» que discutió el establecimiento de una Junta Autónoma que se encargaría de gobernar la Presidencia de Quito. A ella asistieron Juan de Dios Morales, José Riofrío, Juan Pablo Arenas, Manuel Quiroga, Nicolás de La Peña, Francisco Javier de Ascázubi y el capitán Juan de Salinas y Zenitagoya.
Meses después el complot fue descubierto por el entonces presidente de la Real Audiencia de Quito Manuel Urríez, conde Ruiz de Castilla, debido a que Salinas comentó a Andrés Torresano, sacerdote del convento de La Mercéd, el tema de la reunión. Fue apresado el primero de marzo al igual que sus compañeros Juan Pío Montufar, el día cinco y Juan de Dios Morales el seis. Pocos días después todos fueron liberados debido a que las pruebas indagatorias fueron sustraídas.
El 8 de agosto se reunieron en el hogar del Dr. Francisco Javier de Ascázubi, donde se tomó la decisión de integrar la junta el día 10. El 9 de agosto, este grupo de ilustrados criollos, se reunió nuevamente en la residencia de Manuela Cañizares. El 10 de agosto de 1809, se firmó el acta que cesó en sus funciones al entonces presidente de la Real Audiencia de Quito, conde Ruiz de Castilla, e instauraron en la ciudad la Primera Junta Autónoma de Gobierno, con autoridades quiteñas y con la estrategia de las máscaras de Fernando VII que consistían en fingir lealtad al depuesto rey Fernando VII con el objetivo de mantener la autonomía.
El rechazo de adhesión a la junta de Guayaquil, Cuenca, Popayán, Pasto, Barbacoa y Panamá así como el débil interés que poseían algunos de sus miembros, entre ellos el presidente, Juan Pío Montufar, ocasionó que el 5 de octubre se declarase una contrarrevolución y que el 24 del mismo mes se firmara la capitulación. Después de estos hechos, la mayoría de los miembros de la junta fueron perseguidos y encarceladas; en el Cuartel de Lima en Quito, lugar en el que entre el 2 y el 10 de agosto de 1810 fueron asesinados; alrededor de 300 ciudadanos de Quito acudieron a rescatar a los próceres, enfrentándose a las tropas reales con el objetivo de lograr este fin sin embargo en el enfrentamiento fueron derrotados y asesinados. Esta matanza de 300 personas significó en aquel momento la muerte del 1 por ciento de la población de la urbe. Una masacre de iguales características hoy, representaría cerca de 17 mil víctimas. El poder vuelve a manos del Conde Ruiz de Castilla. Los virreyes de Lima y Bogotá envían tropas para sitiar la ciudad. En 1812 llega como Comisionado Regio de España Carlos Montúfar, hijo del Marqués de Selva Alegre para pacificar a los sublevados, pero lo que ocurrió fue que este se unió a la lucha que se estaba disputando en América, esto ocasionó que en 1816 pierda la vida; defendiendo los ideales de libertad.
El 9 de octubre de 1820, Guayaquil declaró su independencia de España, marcando el inicio del proceso de emancipación. El 24 de mayo de 1822, en la denominada batalla de Pichincha, la División Protectora de Quito, creada en Guayaquil y bajo el mando del mariscal Antonio José de Sucre, ingresó a la ciudad desde Chillogallo, al sur. Luego, en la madrugada, tuvieron que subir las laderas del volcán PIchincha, la compañía estuvo formada de 1701 hombres en enero de 1822, luego de los cuales las personas reclutadas eran de Guayaquil y región de la Sierra terminó el ejército en la madrugada del 24 de mayo siendo 2900, con 200 colombianos de la Alta Magdalena en la vanguardia y británicos de Albión en la protección del tren de municiones. En la madrugada hubo una fuerte llovizna en la subida por las laderas del volcán y a pesar de los esfuerzos de los soldados fue difícil la subida por la razón que los senderos se convirtieron en ciénagas, luego bordearon el flanco occidental de las faldas del Pichincha, para rodear a las fuerzas realistas a cargo de Melchor de Aymerich. Se dio un disputado combate, en el cual el ejército grancolombino consiguió la liberación de la ciudad y la independencia de las provincias pertenecientes a la Real Audiencia. El 25 de mayo Melchor de Aymerich capituló y la antigua Presidencia de Quito pasó a formar parte de la Gran Colombia.

### La Gran Colombia (1822-1830)
En junio de 1822 llega el Libertador Simón Bolívar para anexionar los territorios de la antigua audiencia a la República de la Gran Colombia, conformada entonces por los actuales Colombia, Ecuador, Panamá y Venezuela, con capital en la ciudad de Santa Fe de Bogotá. La Real Audiencia se transforma en Distrito del Sur. El 25 de junio de 1824 se funda la provincia de Pichincha, teniendo a Quito como capital y formada por los cantones: Quito, Machachi, Latacunga, Quijos y Esmeraldas. El 18 de marzo de 1826 se inaugura la Universidad Central del Ecuador.........

## Geografía

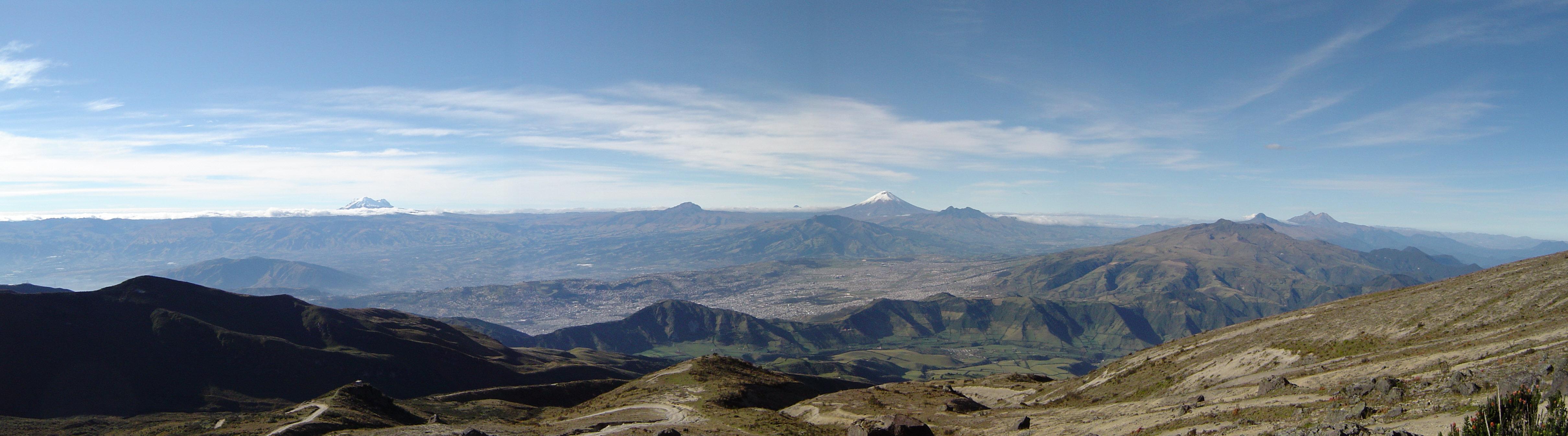
Vista panorámica desde el Guagua Pichincha; se observan diez elevaciones: (desde la izquierda) Ilaló, Antisana, Sincholagua, Quilindaña, Pasochoa, Cotopaxi, Rumiñahui, Atacazo, Corazón e Illinizas.

La provincia de Pichincha limita al norte con las provincias de Imbabura y Sucumbíos, al sur con la provincia de Cotopaxi, al este con la provincia de Napo, y al oeste con Santo Domingo de los Tsáchilas y al noroeste con la provincia de Esmeraldas. En extensión territorial es undécima, con 9535,91 km².
En la provincia existen dos zonas diferenciadas: el este, un área dominada por los Andes orientales y occidentales; el oeste, un área que pertenece a la región Costa, que se encuentra poblada por ramificaciones subandinas. El Cayambe, con 5790 m, es la elevación más alta. Los cursos fluviales más importantes son el Guayllabamba, el Blanco, el Pita, el Pisque y el San Pedro, todos de la cuenca del Pacífico.
La provincia se ubica principalmente sobre la Hoya de Guayllabamba, debido a estar en plena cordillera posee la falla geológica EC-31 (conocida como falla de Quito-Ilumbisi o falla de Quito).
Centenas de millones de años atrás, durante el período Paleozoico, se desarrollaron las bases de lo que serían Los Andes cuando empezó la subducción de la placa de Nazca bajo la placa sudamericana, la que pertenecía al antiguo continente de Gondwana. La mayor actividad telúrica se registró durante el período cuaternario en la época del pleistoceno, la cual formó el paisaje accidentado de la provincia.
Más adelante la morfología continuó transformándose, los períodos glaciares cubrieron la región con hielo, el cual se derritió progresivamente debido al cambio climático natural que experimentó el planeta después de la última glaciación, así como también a una serie de erupciones volcánicas que provocaron el derretimiento glaciar. Esto formó varias ciénagas y lagunas en todo el territorio, algunas de las cuales eran alimentadas por ríos formados por el deshielo de los picos nevados. Se ha registrado que los habitantes de aquel período establecieron sus hogares cerca de uno de los lagos más grandes del llamado iñaquito, que desapareció debido al drenado que realizaron los españoles a su llegada, con el fin de ocupar los terrenos para usarlos como zonas comunes.
Actualmente la capital se ubica en el valle de Quito, cuyo terreno irregular tiene una altitud que oscila entre los 2700 m s. n. m. en los lugares llanos con un promedio de 2800 y 3100 m s. n. m. en los barrios más elevados. Algunas estribaciones desprendidas de la cordillera de los Andes han formado un paisaje enclaustrado, dividido en su parte central por el cerro de El Panecillo (3035 m s. n. m.). Al este por las lomas de Puengasí, Guanguiltagua e Itchimbía. Así como también, la principal cadena montañosa perteneciente al volcán Pichincha, el que se encuentra emplazado en la Cordillera de los Andes, encierra a la urbe hacia el oeste con sus tres diferentes elevaciones, Guagua Pichincha (4794 m s. n. m.), Rucu Pichincha (4.698 m s. n. m.) y Cóndor Guachana. Debido a ello la ciudad posee una forma alargada, cuyo ancho no supera los 4 km, mientras que el distrito ocupa el valle de 12 000 km² de largo. El punto más bajo del valle se encuentra a 2680 m s. n. m. en el sector del Condado, mientras que el más alto es La Libertad, a 3432 m s. n. m.

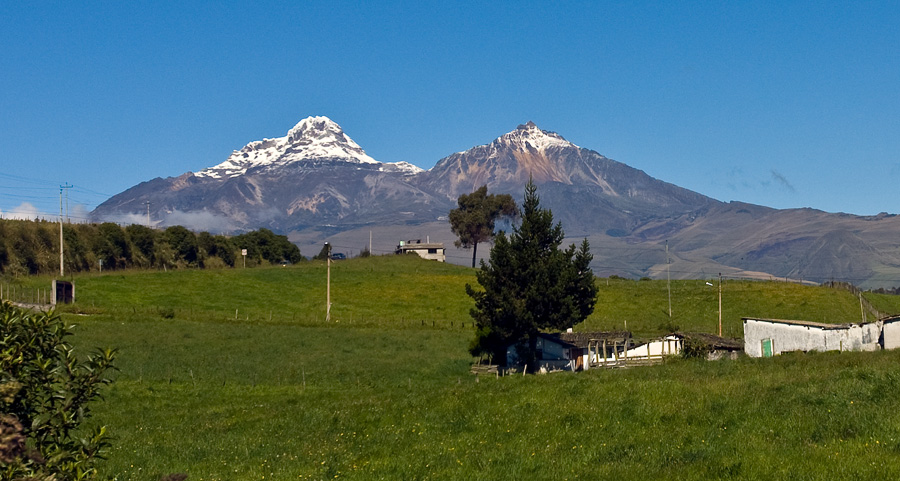
Illiniza, el pico sur (izquierda) pertenece a Cotopaxi y el norte (derecha) a Pichincha

| N.º | Nombre            | Altitud (m) | Cantón        | Clasificación           | Cordillera | Coordenadas                                 |
| 01  | Cayambe           | 5790        | Cayambe       | Estratovolcán           | Oriental   | 00°01′44″N 77°59′10″O / 0.02889, -77.98611  |
| 02  | Illiniza Norte    | 5126        | Mejía         | Estratovolcán           | Occidental | 00°39′01″S 78°43′19″O / -0.65028, -78.72194 |
| 03  | Sincholagua       | 4873        | Quito DM      | Estratovolcán           | Oriental   | 00°32′45″S 78°22′00″O / -0.54583, -78.36667 |
| 04  | Corazón           | 4790        | Mejía         | Estratovolcán           | Occidental | 00°31′53″S 78°39′36″O / -0.53139, -78.66000 |
| 05  | Guagua Pichincha  | 4794        | Quito DM      | Estratovolcán - caldera | Occidental | 00°10′38″S 78°35′56″O / -0.17722, -78.59889 |
| 06  | Rumiñahui         | 4721        | Mejía         | Estratovolcán - caldera | Oriental   | 00°35′23″S 78°30′32″O / -0.58972, -78.50889 |
| 07  | Ruco Pichincha    | 4696        | Quito DM      | Estratovolcán - caldera | Occidental | 00°09′48″S 78°33′59″O / -0.16333, -78.56639 |
| 08  | Sarahurco         | 4677        | Cayambe       | ?                       | Oriental   | 00°03′36″S 78°33′20″O / -0.06000, -78.55556 |
| 09  | Chacana           | 4643        | Quito DM      | Caldera                 | Oriental   | 00°12′51″S 78°11′09″O / -0.21417, -78.18583 |
| 10  | Chusalongo Chico  | 4561        | Quito DM      | ?                       | Oriental   | 00°24′46″S 78°15′07″O / -0.41278, -78.25194 |
| 11  | Padre Encantado   | 4520        | Quito DM      | ?                       | Occidental | 00°10′15″S 78°34′37″O / -0.17083, -78.57694 |
| 12  | Ladrillos         | 4500        | Quito DM      | ?                       | Occidental | 00°09′41″S 78°34′37″O / -0.16139, -78.57694 |
| 13  | Puntas            | 4460        | Quito DM      | Estratovolcán - caldera | Oriental   | 01°07′59″S 78°12′00″O / -1.13306, -78.20000 |
| 14  | Atacazo           | 4455        | Quito DM      | Estratovolcán           | Occidental | 01°21′26″S 78°37′09″O / -1.35722, -78.61917 |
| 15  | Arenal            | 4384        | Mejía         | ?                       | Occidental | 01°21′38″S 78°48′37″O / -1.36056, -78.81028 |
| 16  | Cerro Chuquiragua | 4374        | Quito DM      | ?                       | Occidental | 00°11′02″S 34°45′37″O / -0.18389, -34.76028 |
| 17  | Juña              | 4357        | Quito DM      | ?                       | Oriental   | 00°16′04″S 78°12′05″O / -0.26778, -78.20139 |
| 18  | Pishanga          | 4335        | Quito DM      | ?                       | Oriental   | 00°15′57″S 78°14′06″O / -0.26583, -78.23500 |
| 19  | Fuya Fuya         | 4279        | Pedro Moncayo | ?                       | Occidental | 00°08′01″N 78°17′39″O / 0.13361, -78.29417  |
| 20  | Cerro Negro       | 4263        | Pedro Moncayo | ?                       | Occidental | 00°07′15″N 78°15′33″O / 0.12083, -78.25917  |

### Clima
El clima puede ser variable debido a la altura, desde el tropical hasta el glacial, debido a la presencia de la cordillera de los Andes y la presencia del Chocó biogeográfico al noroccidente; la provincia se halla climatológicamente fragmentada en diversos sectores. Además, a causa de su ubicación tropical, cada zona climática presenta sólo dos estaciones definidas: húmeda y seca. En el noroccidente la temperatura oscila entre los 25 °C y 15 °C, mientras que en la zona andina, ésta suele estar entre los 10 °C y −3 °C.

## Demografía
La mayor parte de la población de la provincia está concentrada en su capital, Quito. La población tiene un rápido crecimiento, especialmente la urbana, debido a las importantes corrientes migratorias internas, de distintas zonas (rurales en su mayoría) del Ecuador, que emigran hacia la capital. De los 2 798 842 habitantes que tiene la provincia de Pichincha, unos 2 415 243 viven en la conurbación de Quito, que representa el 90 % de toda la población pichinchana. Se estima que para 2020 la población conurbada de Quito sería de casi 3 millones de habitantes si sigue creciendo al ritmo actual.
Hay que destacar que desde inicios de la República se han establecido inmigrantes de Europa, Asia, Colombia y EE. UU. cuyo aporte al desarrollo de las actividades económicas, artísticas y culturales han sido importantes. Pichincha es la segunda provincia más poblada de Ecuador, tras la provincia del Guayas. La población de la región es principalmente mestiza y castiza, con una considerable y creciente población Indígena, asiática y una casi nula población afrodescendiente.

## Administración

División administrativa de Pichincha

La provincia es administrada por el Consejo Provincial de Pichincha desde su capital, la ciudad de San Francisco de Quito, que también es cabecera del distrito metropolitano de Quito y capital de Ecuador. 
La siguiente tabla refleja los cantones y sus localidades cabeceras:
|                                                                               | Cantón                          | Población (2022) | Área (km²) | Cabecera cantonal        | Población (2022) |
| ----------------------------------------------------------------------------- | ------------------------------- | ---------------- | ---------- | ------------------------ | ---------------- |
|                                                                               | Cayambe                         | 105 267          | 1189       | Cayambe                  | 44 559           |
|                                                                               | Mejía                           | 101 894          | 1476       | Machachi                 | 24 188           |
|                                                                               | Pedro Moncayo                   | 40 483           | 332        | Tabacundo                | 13 019           |
|                                                                               | Pedro Vicente Maldonado         | 15 475           | 620        | Pedro Vicente Maldonado  | 7162             |
|                                                                               | Puerto Quito                    | 25 067           | 683        | Puerto Quito             | 3833             |
| Bandera de Quito                                                              | Distrito Metropolitano de Quito | 2 679 722        | 4183       | Quito                    | 1 763 275        |
| [[Archivo:\|class=notpageimage noviewer\|30px\|border\|Bandera de Sangolquí]] | Rumiñahui                       | 107 904          | 139        | Sangolquí                | 96 647           |
|                                                                               | San Miguel de Los Bancos        | 13 661           | 839        | San Miguel de Los Bancos | 5396             |

## Economía

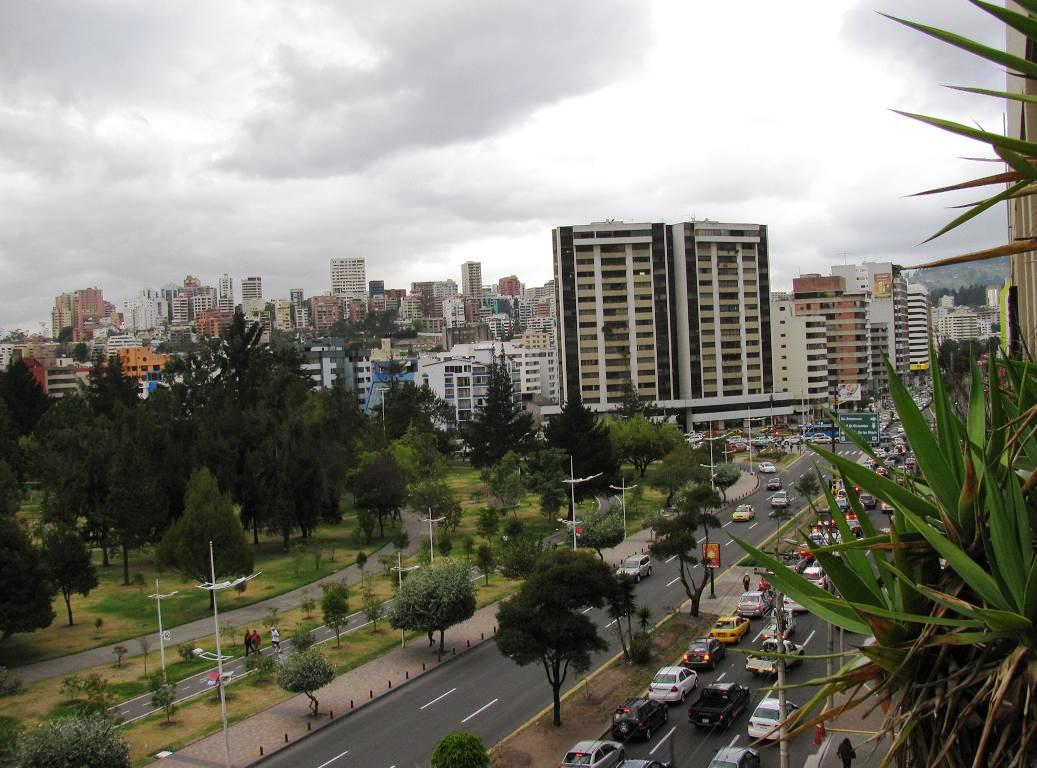
La Carolina, uno de los principales centros económicos de Quito

La economía de Pichincha se centra en Quito, pues en la ciudad vive la mayoría de la población. La ciudad es el centro político de la provincia; alberga los principales organismos gubernamentales, culturales y comerciales del país. La economía rural se centra en la agricultura. 

### Producto interno bruto00
Quito es la ciudad que más aporta al PIB Nacional y la de mayor Renta per cápita. Quito es la de mayor grado de recaudación de impuestos en el Ecuador por concepto de gravámenes según el Servicio de Rentas Internas (S.R.I.), superando el 57 % nacional al año 2009, siendo en la actualidad la región económica más importante del país, según el último estudio realizado por el Banco Central del Ecuador, en el año 2006, el aporte fue del 18,6 % al PIB, generando 4106 millones de dólares, sin embargo su valor de adjudicación permite que este PIB sea aún mayor llegando a adquirir en términos reales el 27 % del PIB país gracias a las aportaciones de la producción petrolera y predial. Actualizado: al 2009 el PIB de Quito fue de 10 650 millones de dólares aproximadamente por concepto de producción (19 % de aportación), 4112 millones de dólares por concepto de adjudicación (8 % de adjudicación) y 14 762 millones de dólares por concepto total de PIB (27 % procedente del 8 % adjudicado, 19 % producido).

### Agricultura
La zona rural de Pichincha posee grandes extensiones agrícolas, y estos productos son usados principalmente para el consumo nacional. Los principales cultivos de las tierras altas son: trigo, cebada, maíz, papas, avena, tomates y cebolla; mientras que en el noroccidente se cultiva: plátano, caña de azúcar, palma africana, café, cacao, palmito, entre otras.

### Ganadería
Después de la agricultura, es una de las actividades principales del sector rural, la mayoría de ganado es: vacuno, porcino, caballar, ovino y caprino.

## Turismo

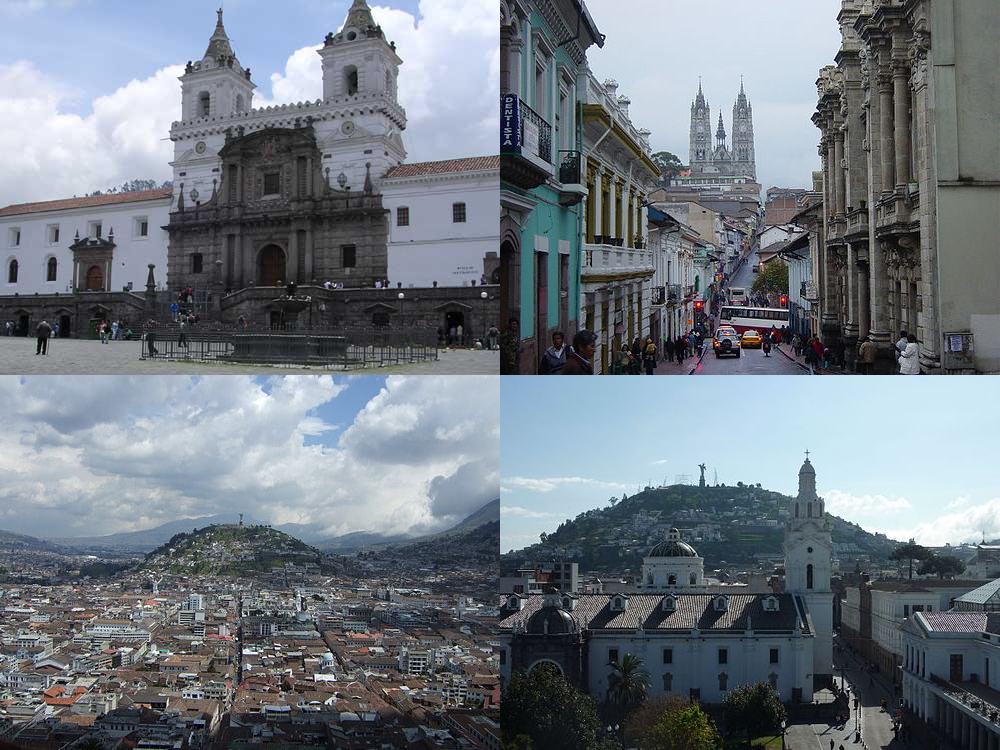
Centro histórico de Quito, Patrimonio Cultural de la Humanidad

### Centro histórico de Quito
En los últimos años el turismo ha crecido enormemente en la ciudad y ha significado un nuevo rubro en los ingresos de capital. La mayoría de extranjeros que visitan Quito proceden de los Estados Unidos y pertenecen a una población generalmente joven, cuyo promedio de edad no alcanza los 28 años. También visitan la ciudad europeos provenientes de Italia, Francia o Alemania. Hace unos años la mayoría de turistas que se quedaban en la ciudad unos días lo hacían porque su destino principal era el Archipiélago de Galápagos pero en la actualidad eso ha cambiado. Dentro de las principales anotaciones que destacan los turistas están la amabilidad de la gente quiteña, la majestuosidad de un paisaje lleno de volcanes nevados, y el frío húmedo de montaña, que extraña mucho a los extranjeros pues se acompaña de una sensación térmica muy baja sobre todo por las noches.
Toda la ciudad y el distrito metropolitano se encuentran entre los estilos Contemporáneo y Colonial. La estructura moderna se mezcla con la colonial donde los residentes nacionales y los visitantes extranjeros encuentran siempre un lugar para trabajar, gozar y recordar. Además, la ciudad está rodeada por los volcanes Pichincha, Antisana, Cotopaxi, y Cayambe que conforman el contorno andino majestuoso. Quito esta colmada de significados que la identifican y definen, ocupa laderas o baja a los valles, serpentea a través de callejones y se abre en amplias avenidas; zigzaguea, sorteando colinas y quebradas. Por esta belleza física, sus tradiciones, rincones de misticismo y leyendas vigentes, es considerada «Relicario del Arte en América». Estas fueron las características principales para que, en noviembre de 1978, Quito fuera declarada por la UNESCO «Patrimonio Cultural de la Humanidad».
En el año 2008 Quito, se incluyó por primera vez en la sección de viajes del New York Times, tradicional lista de las 53 ciudades que los norteamericanos podrían visitar. El sitio web de ese conocido diario presentó a Quito como uno de los mejores y más recomendables destinos turísticos del mundo. «El crecimiento turístico fue del 12 % anual, cuando el promedio antes del 2002 era de tan solo del 8 %», sostiene una publicación del Cabildo.[cita requerida] La capital vive sus fiestas y, heredera de una rica historia y cultura, muestra su legado a quienes la recorren.
Por otra parte, en el turno de Quito en los medios de comunicación, «Pasaporte hacia América Latina con Samantha Brown» que se estrenó en el verano y continúa en el aire fue tal vez el mayor logro en televisión para la ciudad. Samantha Brown dijo del Ecuador que era «el lugar perfecto para visitar cuando se quiere descubrir América del Sur». La ciudad también recibió a un equipo de las cadenas estadounidenses CBS y NBC recientemente. Además ha recibido reseñas tremendamente entusiastas de publicaciones como Condé Nast Traveller, Frommer’s ‘Top Destinations for 2008’ (Los mejores destinos para 2008 de Frommer’s), la revista Nexos de American Airlines, la revista Geographical, el diario San Francisco Chronicle y la revista alemana Merian, entre otros.

### Ciudad Mitad del Mundo

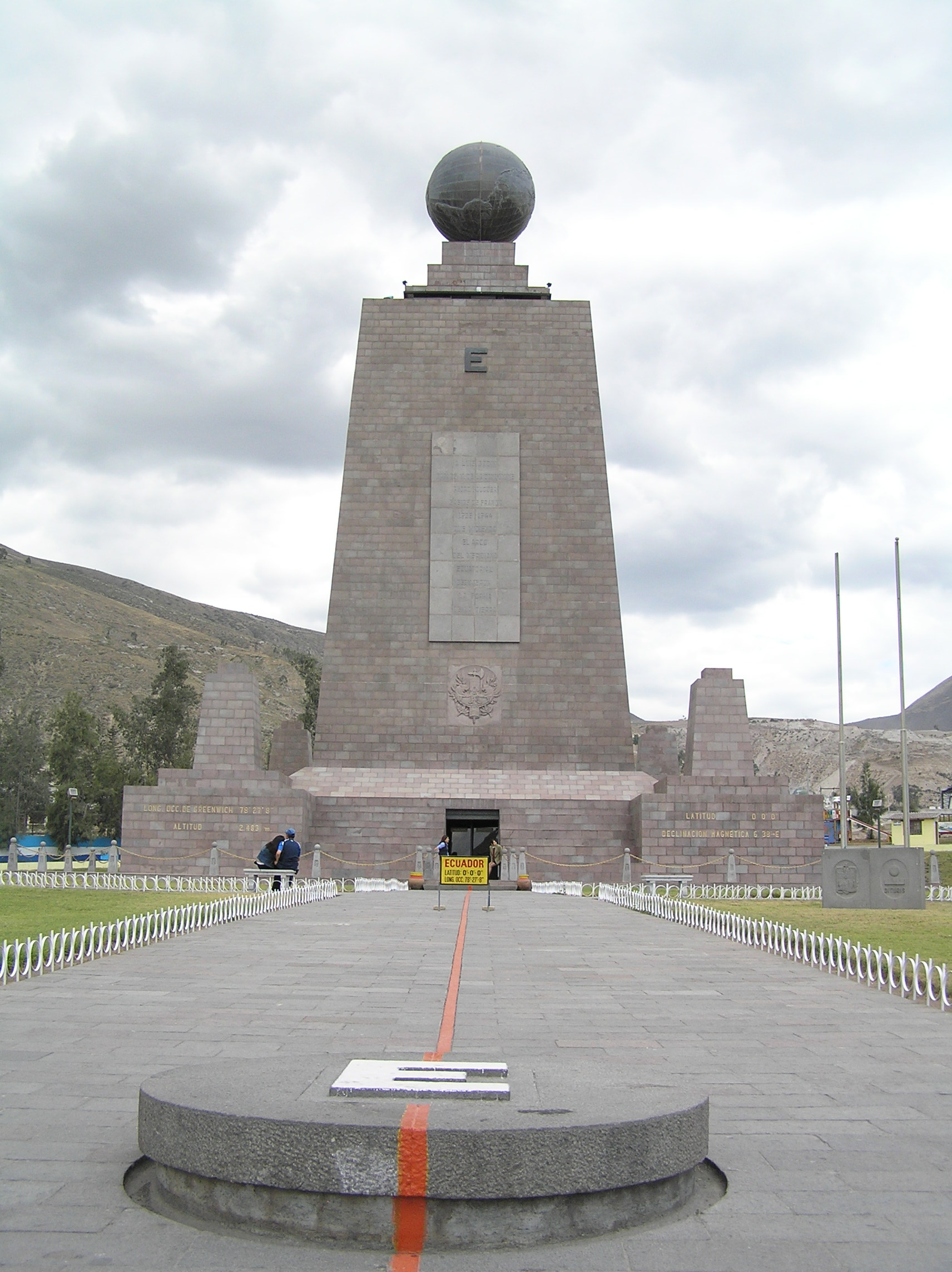
Monumento a la Mitad del Mundo

Ciudad Mitad del Mundo es un terreno propiedad de la prefectura de la provincia de Pichincha, Ecuador. Está situado en la parroquia de San Antonio del Distrito Metropolitano de Quito, al norte del centro de la ciudad de Quito.
En el terreno se encuentra la sede de la Unión de Naciones Suramericanas. También se encuentra el Museo Etnográfico Mitad del Mundo, un museo sobre la etnografía indígena de Ecuador. Entre 1979 y 1982 fue construido un monumento de 30 metros de altura para marcar el punto donde se creía que el ecuador atravesaba el país en aquel momento. De hecho, se trazó una lista desde el centro de la escalera que da al este, atravesando la plaza para marcar el ecuador.
Sin embargo, realmente toda la estructura se encuentra a 240 m al sur del verdadero ecuador, lo cual fue confirmado mediante la aplicación de la tecnología GPS.
El monumento piramidal, con cada lado apuntando a una dirección cardinal, está rematado por un globo de 4,5 m de diámetro y 5 toneladas. Dentro del monumento hay un pequeño museo que muestra elementos de la cultura indígena de Ecuador, como vestimenta, descripciones de los diversos grupos étnicos, y muestras de sus actividades. Mitad del Mundo contiene otras atracciones como un Planetario, y en la Plaza Central se realizan varias representaciones musicales y culturales. Una pequeña ciudad que rodea el monumento en torno al Museo Etnográfico actúa como centro turístico, ofreciendo una réplica de una ciudad colonial española llamada «Ciudad Mitad del Mundo».

### Mindo
Mindo es una región en el norte del Ecuador y una de las dos Parroquias del cantón San Miguel de Los Bancos en la provincia de Pichincha, a unos 80 km al noroeste de Quito.
La cabecera parroquial es un pequeño poblado ubicado a 1250 m de altura, la región en total posee unos 2500 habitantes que se dedican a la cría de ganado, agricultura, y turismo. La temperatura en la zona oscila entre 15 y 24 °C durante todo el año. Las lluvias son comunes, pero durante los meses de junio – noviembre el clima se torna más seco.
Mindo es especialmente renombrado por sus bellezas naturales que convocan a amantes de naturaleza atraídos por su flora excepcional y fauna. Está localizado en un valle, del cual unas 19 000 hectáreas están protegidas en lo que se denomina el Bosque Protector Mindo Nambillo, ecosistema en el cual habitan unas 500 variedades de aves y 90 especies de mariposas. Igualmente en el parque de reserva de Mindo se han identificado más de 170 especie de orquídeas y abundan bromelias, heliconias, helechos, vides, musgos y líquenes. Para poder disfrutar de su fauna y flora, podemos ir a ver con nuestros propios ojos ya que podemos viajar vía terrestre por medio de buses, desde la capital de Pichincha (Quito) estamos a 78km, esto quiere decir que estamos a una hora y media para llegar a nuestro destino turístico (G.CH)

### Basílica de Nuestra Señora del Quinche

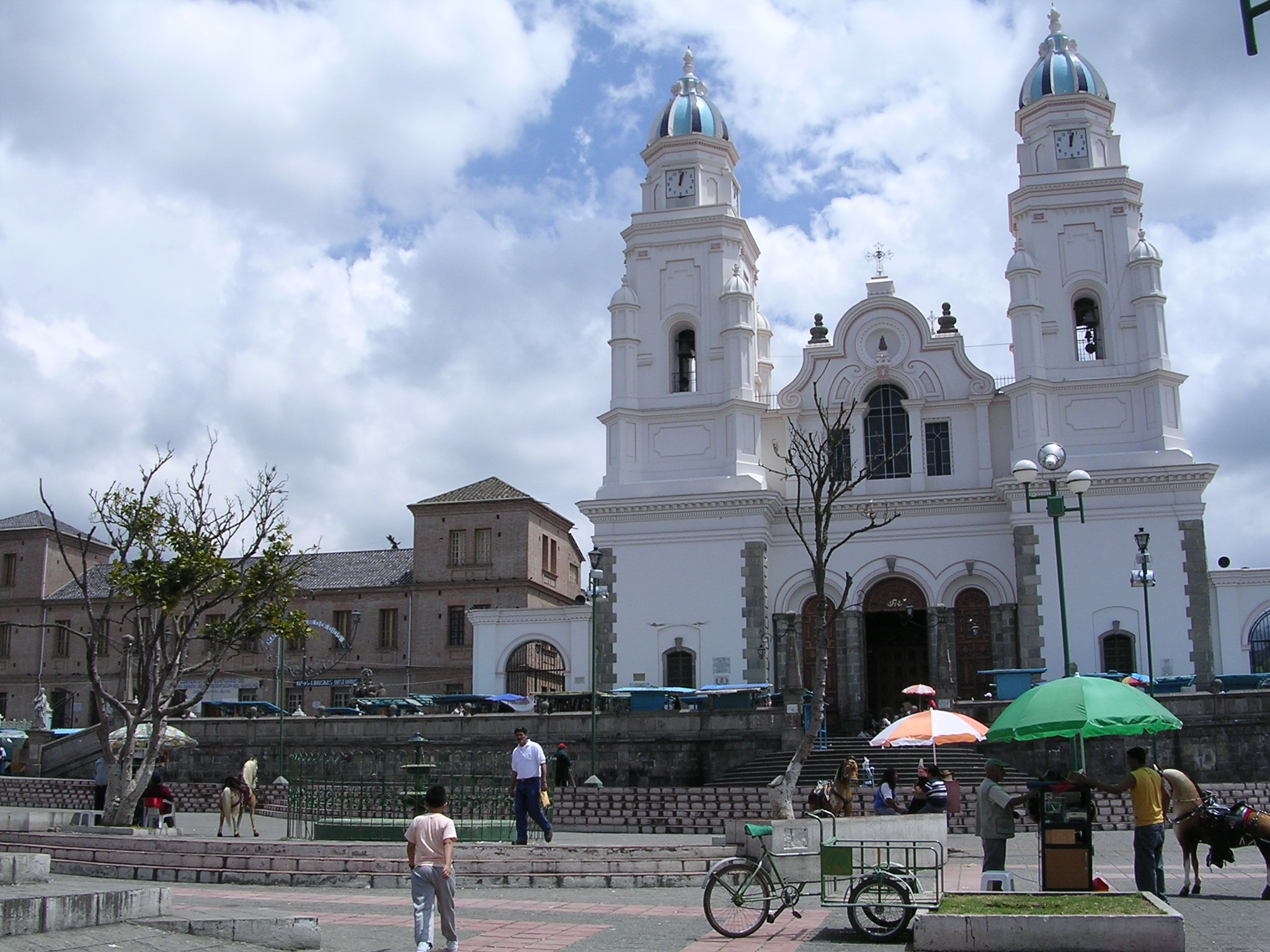
Basílica de Nuestra Señora del Quinche

La iglesia fue construida por los españoles, después de la fundación de San Pedro de El Quinche, más tarde fue elegida sede de la Virgen de la Cueva o Virgen de Oyacachi, que más tarde se llamaría Virgen de El Quinche.
La segunda semana de noviembre se realiza la peregrinación al santuario de la Virgen de El Quinche que parte desde el pueblo de Calderón con destino a El Quinche; la caminata se la realiza durante la noche, y se llega al amanecer del siguiente día a la iglesia de El Quinche.

### Sangolquí

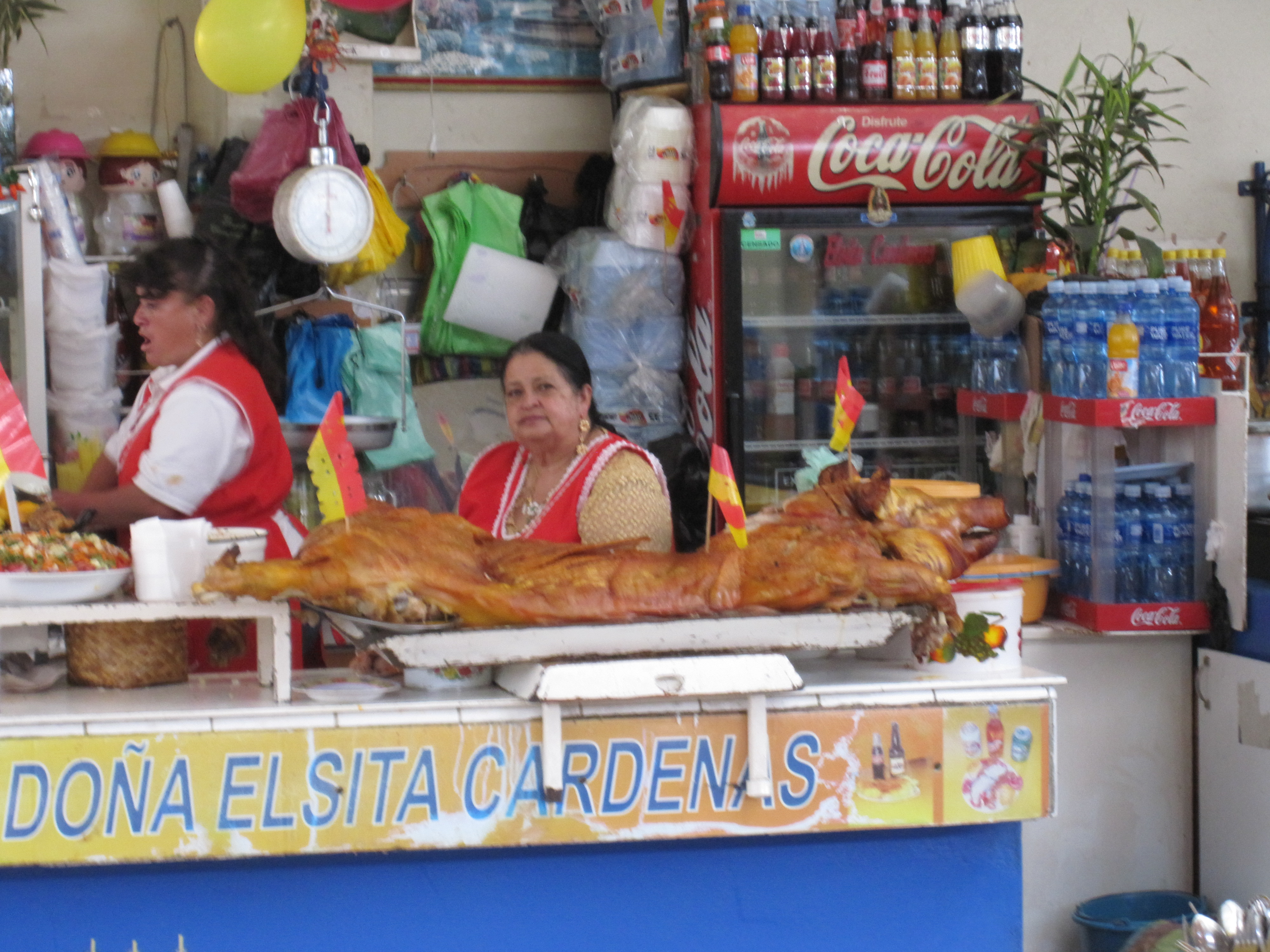
Hornado, principal plato típico de Sangolquí

Sus habitantes lo describen como un sitio mágico y multicolor, debido a una amplia gama de atractivos naturales y paisajes andinos. En el entorno se destacan 18 cascadas a lo largo del río Pita, entre las que resaltan La Chorrera, Vilatuña, Cóndor Machay, Rumibosque y Padre Urco; también atraen las casas de hacienda, llenas de historia y leyendas, que aún conservan la riqueza arquitectónica colonial. Entre todas se destaca la hacienda Chillo Compañía, considerada como el ‘Santuario cívico de la Patria’. Los habitantes de Rumiñahui señalan que en este sitio se realizaron las reuniones de los próceres de la Independencia, quienes protagonizaron el Primer Grito de la Independencia, el 10 de agosto de 1809. En el entorno se destacan también sus monumentos y parques botánicos.
Sangolquí es famoso, sobre todo, por su rica y variada gastronomía, entre la que se destaca el hornado, el plato típico de Sangolquí, famoso a escala nacional. Es más, se la conoce como la «capital mundial del hornado». Otras delicias de la cultura gastronómica local son el caldo y seco de gallina, el mote con chicharrón, la fritada, el cuy asado, ville, morocho, la chicha de maíz y el menudo, entre otros. Existen también opciones de comida gourmet con el Restaurante La Provence, que viene desarrollando una nueva cocina de autor con insumos de la región.

### Volcán Cayambe

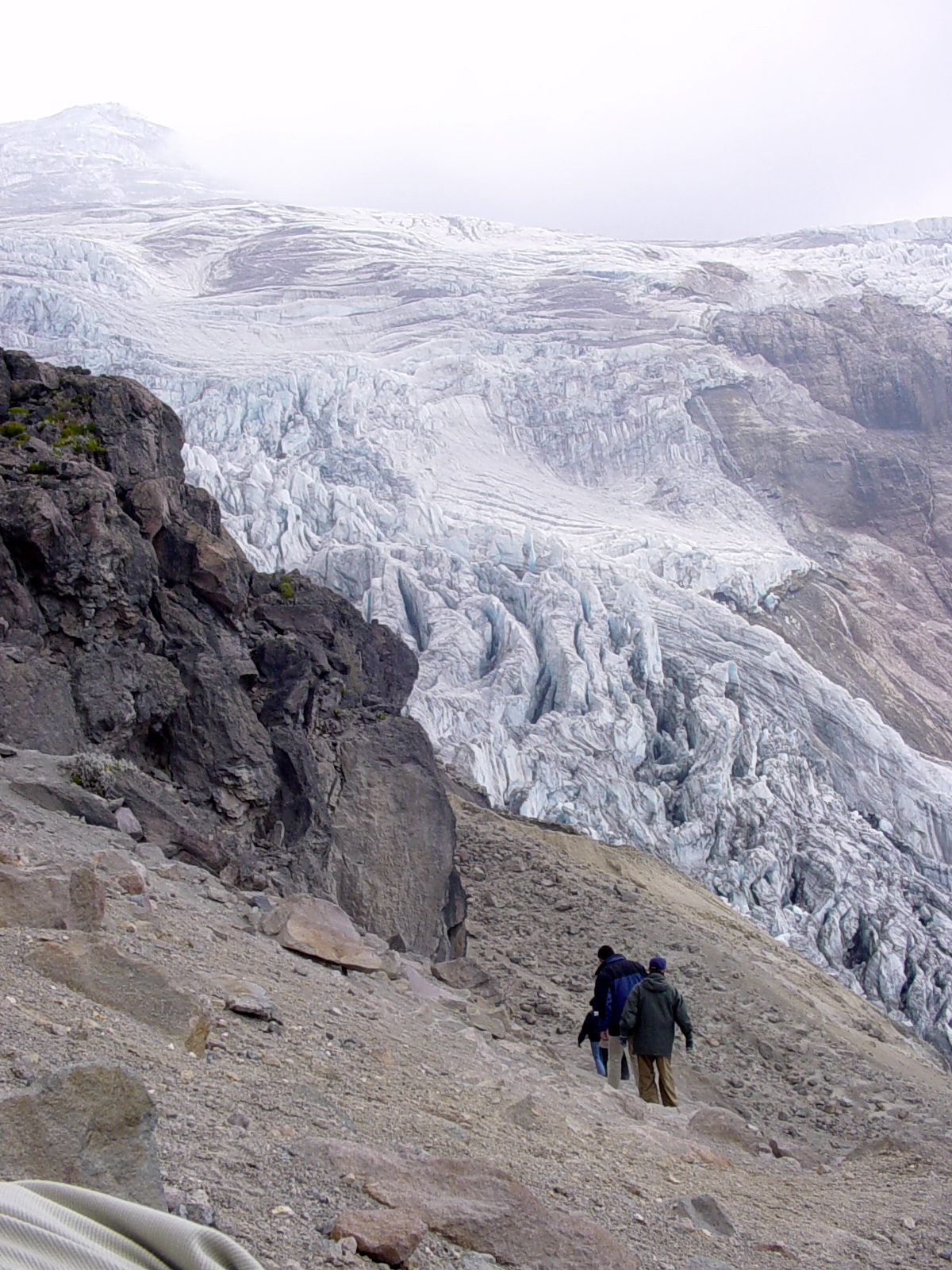
Ascensión al volcán Cayambe

El Cayambe es un volcán en la Cordillera Central del norte de Ecuador. Es el tercer volcán más alto de Ecuador detrás del Cotopaxi, tiene una altitud de aproximadamente 5790 m sobre el nivel del mar. Al pie occidental del volcán se encuentra la ciudad de Cayambe, nombrada así por el volcán. El Cayambe es el secreto de muchos andinistas en Ecuador. Mucho menos popular que el Cotopaxi, ofrece una ascensión igual de hermosa, pero por una ruta mucho menos transitada.
Humboldt tras su visita a Ecuador escribió sobre este volcán: «Esta montaña puede ser considerada como uno de los monumentos con los cuales la Naturaleza ha hecho una gran diferencia en la Tierra».
El Cayambe, que corresponde a los restos de un antiguo volcán apagado (aún se pueden sentir cerca de su cumbre algunas emanaciones de gas), se encuentra a unos 20 km al norte del pueblo del mismo nombre y su cumbre está apenas 3 km al norte de la Línea del Ecuador. Ésta atraviesa uno de los glaciares del volcán, alcanzando en él su punto más alto y el único en el que tiene hielo permanente. 
El Cayambe forma parte de la cordillera Central del norte (también llamada Cordillera Real), que incluye otros importantes nevados, como el Cotopaxi. La cordillera Central es uno de los cordones principales que rodea la hoya de Quito, la capital de Ecuador (el otro cordón corresponde a la cordillera Occidental). 
A 4600 m de altura se encuentra el refugio Ruales-Oleas-Berge, accesible en vehículo por un camino que normalmente está en malas condiciones. El refugio fue llamado así tras la muerte por avalancha de tres andinistas ecuatorianos, accidente que ha alimentado la fama de peligroso del Cayambe. Sin embargo, a pesar de la gran cantidad de grietas que se pueden encontrar, el Cayambe no es más peligroso que otros volcanes cercanos, como el Cotopaxi o el Antisana. 
Desde el refugio se puede contemplar y acceder fácilmente al «Glaciar Hermoso», lugar ideal para realizar prácticas de andinismo
La primera ascensión del Cayambe la realizó la expedición formada por el británico Whymper (el mismo que consiguió la primera ascensión del Matterhorn) y dos guías alpinos italianos, los Carrel (tío y sobrino). Durante su estadía en Ecuador, estos eximios montañistas ascendieron prácticamente todos los volcanes de este país, sumando numerosas primeras ascensiones.

## Deporte

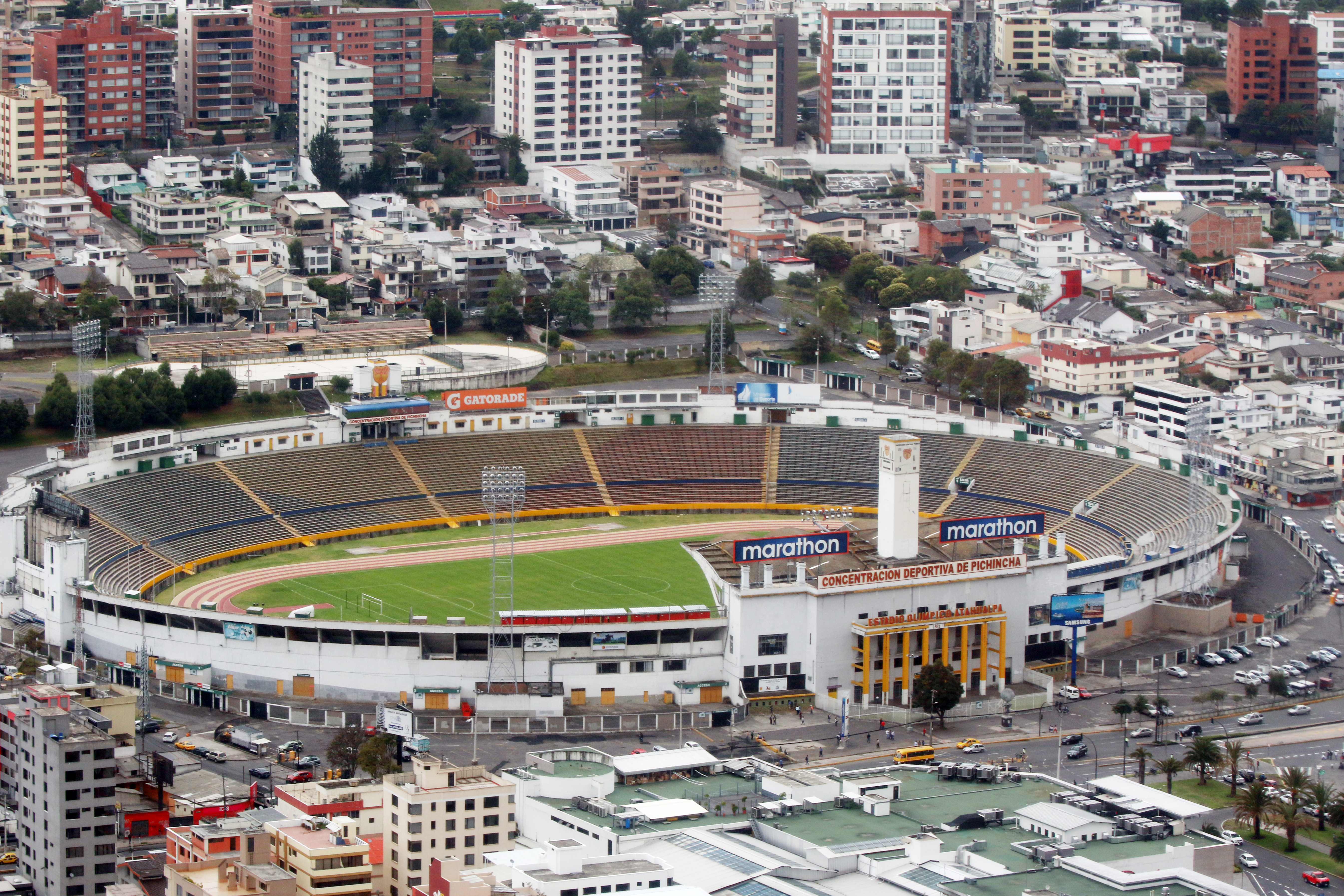
Estadio Olímpico Atahualpa, principal escenario deportivo de la provincia

La Concentración Deportiva de Pichincha es el organismo rector del deporte en toda la provincia de Pichincha. El deporte más popular en la provincia, al igual que en todo el país, es el fútbol, siendo el deporte con mayor convocatoria. Los equipos profesionales de fútbol de la primera división ecuatoriana que tienen a ciudades de Pichincha, como sede son:
| Equipos de Primera División | Equipos de Primera División         | Equipos de Primera División | Equipos de Primera División | Equipos de Primera División | Equipos de Primera División | Equipos de Primera División | Equipos de Primera División | Equipos de Primera División | Equipos de Primera División | Equipos de Primera División |
| Serie A de Ecuador          | Serie A de Ecuador                  | Serie A de Ecuador          | Serie A de Ecuador          | Serie A de Ecuador          | Serie A de Ecuador          | Serie A de Ecuador          | Serie A de Ecuador          | Serie A de Ecuador          | Serie A de Ecuador          | Serie A de Ecuador          |
| N.º                         | Equipo                              | Ciudad sede                 | Estadio                     | Títulos internacionales     | Títulos nacionales          | Copas nacionales            | Supercopas nacionales       |                             |                             |                             |
| --------------------------- | ----------------------------------- | --------------------------- | --------------------------- | --------------------------- | --------------------------- | --------------------------- | --------------------------- | --------------------------- | --------------------------- | --------------------------- |
| 1                           | Sociedad Deportiva Aucas            | Quito                       | Gonzalo Pozo Ripalda        | 0                           | 1                           | 0                           | 0                           |                             |                             |                             |
| 2                           | Club Deportivo El Nacional          | Quito                       | Olímpico Atahualpa          | 0                           | 13                          | 2                           | 0                           |                             |                             |                             |
| 3                           | Independiente del Valle             | Sangolquí                   | Banco Guayaquil             | 3                           | 1                           | 1                           | 1                           |                             |                             |                             |
| 4                           | Liga Deportiva Universitaria        | Quito                       | Rodrigo Paz Delgado         | 5                           | 13                          | 1                           | 2                           |                             |                             |                             |
| 5                           | Club Deportivo Universidad Católica | Quito                       | Olímpico Atahualpa          | 0                           | 0                           | 0                           | 0                           |                             |                             |                             |
| 6                           | Vinotinto Ecuador                   | Quito                       | Olímpico Atahualpa          | 0                           | 0                           | 0                           | 0                           |                             |                             |                             |
| Serie B de Ecuador          |                                     |                             |                             |                             |                             |                             |                             |                             |                             |                             |
| 1                           | Club Atlético Vinotinto             | Quito                       | Olímpico Atahualpa          | 0                           | 0                           | 0                           | 0                           |                             |                             |                             |
| 2                           | Cumbayá Fútbol Club                 | Quito                       | Olímpico Atahualpa          | 0                           | 0                           | 0                           | 0                           |                             |                             |                             |
| 3                           | Independiente Juniors               | Sangolquí                   | Banco Guayaquil             | 0                           | 0                           | 0                           | 0                           |                             |                             |                             |